# 大本
大本（おおもと/おほもと）は、出口なおとその娘婿出口王仁三郎が興した神道系新宗教。「大本教」と呼ばれることが多いが、正式名称には「教」がつかない。
戦後の1956年（昭和31年）に教派神道連合会に加盟している。

## 概要
1892年（明治25年）2月3日、京都府綾部に住む貧しい初老の女性である出口なおに「うしとらのこんじん（艮の金神）」と名乗る神が憑依する。それは国祖国常立尊であった。大本では、この日をもって開教としている。
1898年（明治31年）、なおと王仁三郎が教団組織を作る。王仁三郎はなおの娘すみの婿となり、なおの養子となった。
なおには国常立尊の神示がお筆先（自動筆記）によって伝えられた。王仁三郎には豊雲野尊などの神懸りによって神示が伝えられていたが、なおが死去すると、国常立尊の神懸りも加わり、『霊界物語』の口述を始めた。そして、「立替え・立直し」という終末主義的な宣伝が活発化し、知識人や日露戦争で活躍した秋山真之などの海軍士官を含め急激に信徒を拡大していくが、これが当局の警戒を招き、1921年には王仁三郎らが不敬罪などで逮捕される（第一次大本事件）。
1927年に大赦された王仁三郎らは布教活動を再開、1934年には外郭団体「昭和神聖会」を結成し、軍人や民間右翼団体と連携して活発な政治的活動をしようとするが、1935年に再び王仁三郎らは投獄される（第二次大本事件）。
戦後、活動を再開するが、1980年（昭和55年）、三代教主直日の後継者をめぐって内紛が起こる。王仁三郎の孫・出口和明が教団批判を行った。当初直日の後継者とされていた直日の長女・直美の夫である出口榮二が追放されたことを機に、教団全体を巻き込んだ抗争となり、裁判沙汰となった。最終的に大本は三女・聖子が継ぐことになった。直美を四代教主と仰ぐ一派は「大本信徒連合会」を結成、和明は王仁三郎のみを苑主（教祖）とする宗教法人愛善苑を設立した（第三次大本事件）。
儀式は一般的な神道のものに似るが、大本では榊の代わりに松を用いる。

## 教典
『大本神諭』（277篇）、明治25年～大正7年
明治25年から国常立大神から出口なおにくだった神示集。『三千世界一度に開く梅の花』から始まり、世の大立替え、立直しが起こるとし、日清・日露戦争や世界大戦そして日本の敗戦などの預言が的中。
また、救世主たる存在が出現することがミロクや日の出の守護という言葉で表現でされている。
『…身魂は東から出てくるぞよ。此御方が御出になりたら、全然日の出の守護と成るから、世界中に神徳が光り輝く神世になるぞよ。』
『…金の茶釜と黄金の玉が埋けてあるぞよ。これを掘り出して三千世界の宝といたすぞよ。黄金の玉が光出したら、世界中が日の出の守護となりて、神の神力はいかほどにも出るぞよ。』
王仁三郎自身も『六十路をば 越えたる男子が現はれて この世のかぎり光り照らさむ』(霊界物語 第8巻 霊主体従)と記している。
大本では出口王仁三郎がこのミロクであるとして教えを確立していく。
『伊都能売神諭』（37篇）、大正7年～大正8年
出口なおの死後、出口なおと同様、国祖の神から出口王仁三郎に下った神示集。
『霊界物語』（81巻）、大正10年～昭和9年
出口なおの死後、出口王仁三郎によって書かれた物語。物語の中では弥勒神示とも表現されている。霊主体従、如意宝珠、海洋万里などの玉取りの物語、国取りの物語、天祥地瑞の物語。

## 教祖

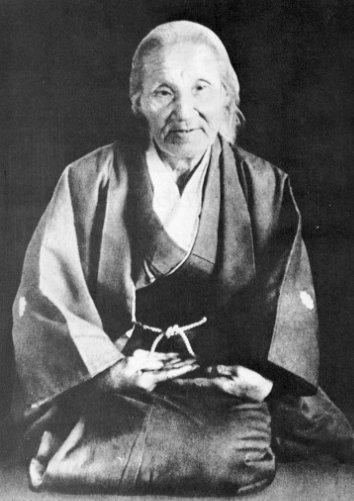
出口なお

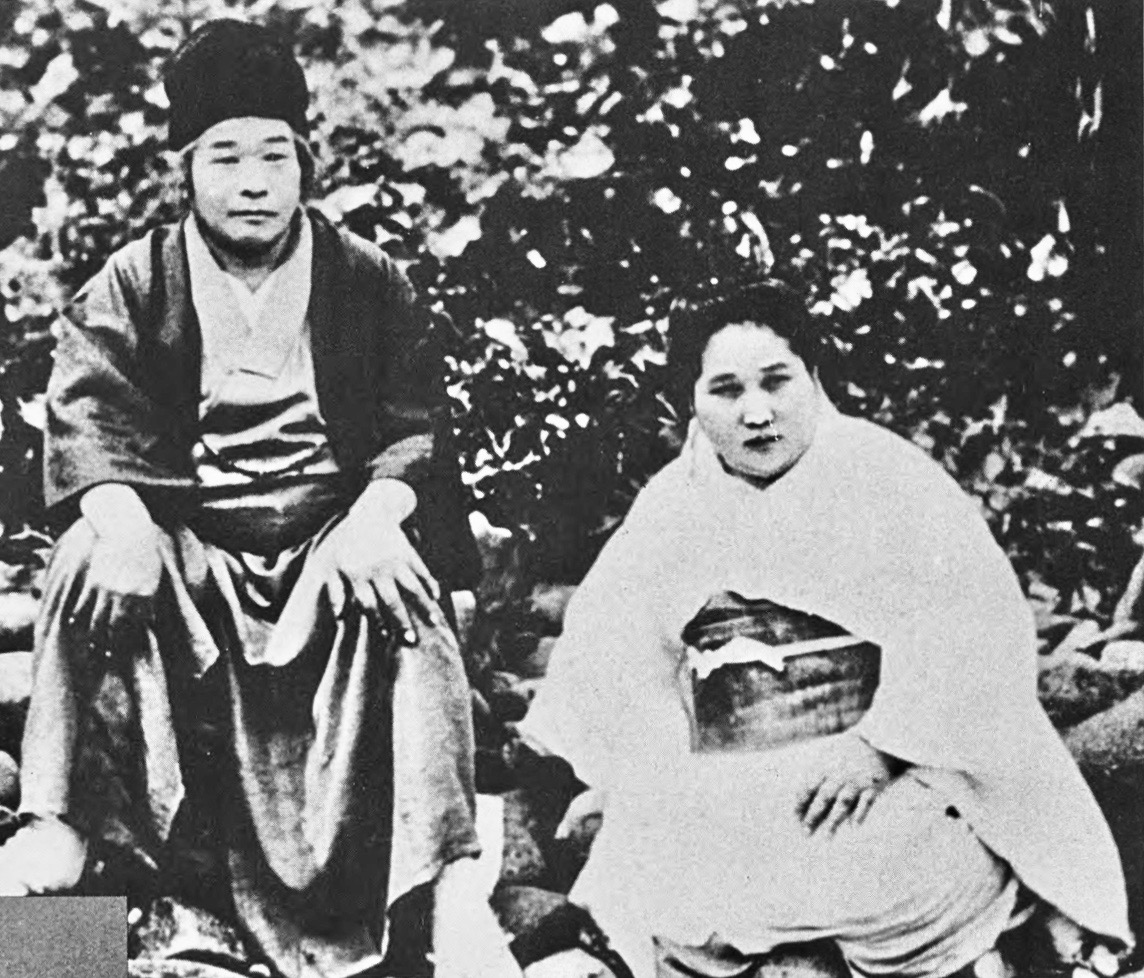
出口王仁三郎、妻の出口すみ

### 開祖（厳の御魂）
出口なお（1837年～1918年）を開祖と仰ぐ。明治25年56歳のなおに神がかりがはじまり、やがて神の啓示で筆を持てと言われ自動書記「筆先」が始まる。
変性男子の神系、国常立尊（艮の金神）

### 真如聖師（瑞の御魂）
出口王仁三郎（1871年～1948年）は26歳の時に高熊山の修行で自己の使命を自覚。翌年「西北に行け」との神示に従うと出口なおに出会う。
変性女子の神系、豊国姫尊（坤の金神）

### 教主
- 二代教主　出口すみ子（1883年～1952年）、王仁三郎の妻
- 三代教主　出口直日（1902年～1990年）、王仁三郎の長女
- 四代教主　出口聖子（1935年～2001年）、直日の三女
- 五代教主　出口紅（1956年～）、聖子の姪

## 本拠地

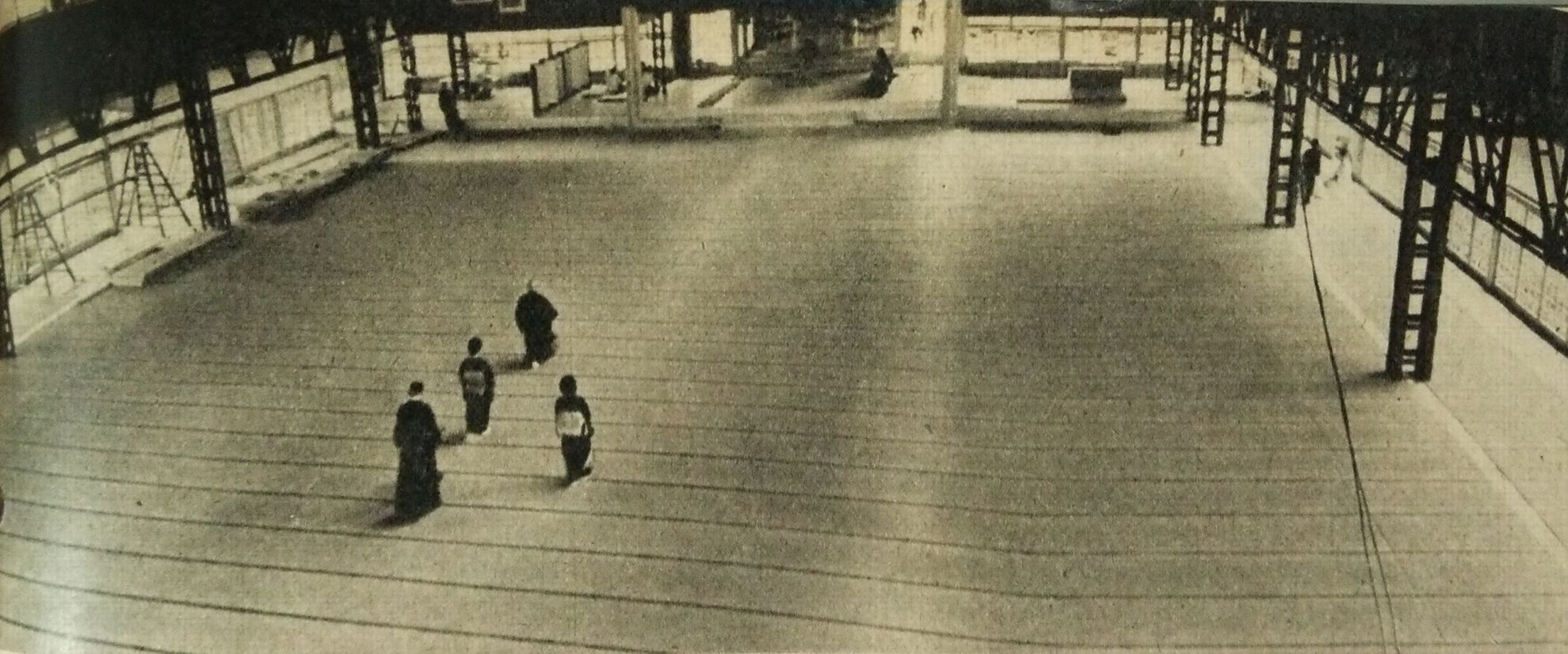
梅松苑内の「みろく殿」（綾部市） 『アサヒグラフ』1952年12月24日号、朝日新聞社

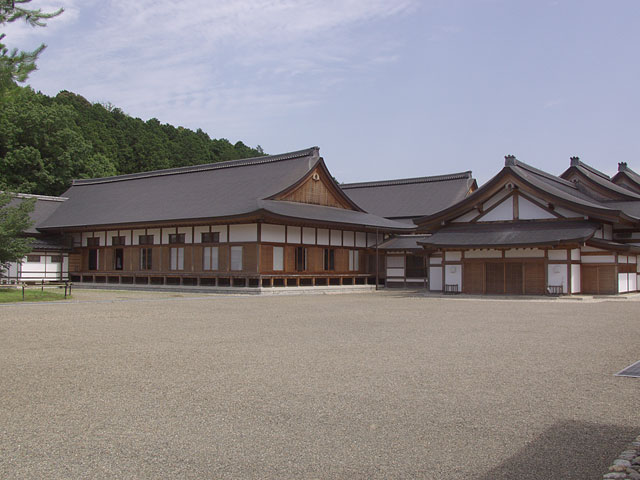
梅松苑内の「長生殿」（綾部市）

- 梅松苑【綾部祭祀センター】（京都府綾部市本宮町1-1） - 本部。発祥の地。
- 天恩郷【亀岡宣教センター】（京都府亀岡市荒塚町内丸1番地） - 本部。亀山城趾。
- 東光苑【東京宣教センター】（東京都台東区池之端2-1-44） - 東京本部。

### 霊場
- 沓島（めしま）・冠島（おしま）[4][5][6]

## 歴史
- 1892年（明治25年）2月3日 - 開祖・出口なお（56歳）に国常立尊が「艮の金神」として神懸りする。この年が大本立教の年とされる。
- 1900年（明治33年～明治36年） 出修神事、明治36年岩戸が明けて日の出の守護となる。
- 1908年（明治41年）- 大日本修斎会が発足。
- 1913年（大正2年） - 大本教（たいほんきょう）と改称。
- 1916年（大正5年） - 皇道大本と改称。
- 1918年（大正7年）11月16日 - 出口なおが死去（81歳）、出口すみが二代教主となる。
- 1921年（大正10年） - 第一次大本事件。
- 1928年（昭和3年）3月3日 - 王仁三郎は満56歳7ヶ月を迎え、みろく大神の神格になったとし「みろく大祭」を挙行。
- 1935年（昭和10年）12月 - 第二次大本事件、教団解散。
- 1945年（昭和20年） - 愛善苑として再発足し活動再開。
- 1948年（昭和23年）1月19日 - 王仁三郎が死去（76歳）。
- 1952年（昭和27年） - 二代教主出口すみの死去により、王仁三郎とすみの長女・出口直日が三代教主となる。同年、大本と改称し、前年施行された宗教法人法により宗教法人となる。
- 1956年（昭和31年） - 教派神道連合会に加盟[7]。
- 1980年（昭和55年）- この頃、教団内の内紛が裁判に発展し、2グループが離脱した。長女・直美を四代教主と仰ぐ一派は「大本信徒連合会」を結成、王仁三郎の孫の1人・出口和明は「宗教法人愛善苑」を設立した[2]。
- 1990年（平成2年） - 三代教主出口直日が死去。出口聖子が四代教主を継ぐ。
- 2001年（平成13年）4月29日 - 四代教主出口聖子が死去。出口紅が五代教主となる。

## 教義
『大本神諭』『霊界物語』による。『大本教法』に教義などが簡略にまとめられている。
- 型の大本（大本内で起こったことが日本に起こり、日本に起こったことが世界に起こるという法則）
- 立替え・立直し（終末論と理想世界建設）
- 霊主体従（宇宙は霊界と現界からなり、霊界が現界の先にあり、体的な自愛も大事だが、根本には神的な普遍愛に帰正すべし）
- 神人合一
- 霊界と現界は互いに影響しあうという法則（顕幽一致）

## 祭神
宇宙を創造した根本の独一真神を主神とするも、厳霊・瑞霊の国常立尊・豊国姫尊その他正しい神の総称「大天主太神（おおもとすめおおみかみ）」を奉斎。
霊界物語において主神は素戔嗚尊のことであり、様々な時代に救世神として現れるその働きはミロク神であり伊豆能売の様であり登場する神々を理解することが難解である。
なお、主神のことを、古事記では天之御中主大神、大本では大国常立大神としているほか、世界の各宗教でもゴッド、エホバ、アラー、天、天帝などと呼んでいると主張している。
- 主（ス）の大神・・・・・ 宇宙万有の大根元、⦿。「今日よりは月光山の頂に主の大神の宮居造らむ」と月光山に主の大神の宮殿を造営する話が霊界物語に書かれている。
- 天の御三体の大神・・・二度目の天岩戸開きで降臨
- 四十八の生魂・・・・・瑞の御魂が引率する言霊神軍。「神界の大秘事、神政成就までは知らされん事があるから、肝心の生神の居る場所へは、御伴は一人も許す事は出来ぬから、何時王仁の姿が見えぬ如うに成りても、心配は致して下さるなよ。」と霊界物語に示されており、文脈から王仁三郎の死後に四十八の生魂（生神）の驚天動地の大活動がなされる模様。

## 預言

### 戦争・政治関係
- 明治26年「カラと日本のいくさがあるぞよ」　⇒明治27年～日清戦争
- 明治32年　星亨の死を預言　⇒明治34年、刺殺
- 明治36年「露国からはじまりて、大たたかいがあるともうしてあるが‥」　⇒明治37年～日露戦争
- 明治45年　世界大戦の型として弓を引く　⇒大正3年～第一次世界大戦
- 大正6年　日中、日米戦争、ソ連参戦、太平洋戦争　⇒昭和12年、16年、20年
- 大正8年　第一次大本事件　⇒大正10年
- 大正10年　原敬暗殺　⇒大正10年
- 大正12年　関東大震災　⇒大正12年
- 昭和7年　第二次世界大戦　⇒昭和14年
- 昭和10年　日本の参戦および第二次大本事件　⇒昭和10年、16年
- 昭和11年　自身の無罪　⇒昭和20年
- 昭和17年　日本の敗戦　⇒昭和20年
- 昭和19年　広島原爆投下　⇒昭和20年[9]

### ミロク・黄金の玉
- 「変性女子の身魂をすっくり表はし、男子と女子の因縁を表はして了はんと、天のミロク様の御出坐しが無い…」(大本神諭)
- 「みろくさまの御出ましに成るについては、地の立替を致さんと…」
- 『…身魂は東から出てくるぞよ。此御方が御出になりたら、全然日の出の守護と成るから、世界中に神徳が光り輝く神世になるぞよ。』(大本神諭、霊界物語 第60巻)
- 『天地の剖判から五十六億七千万年を経て、いよいよ弥勒出現の暁となった。』（霊界物語 第1巻）
- 『弥勒の神が下生して三界の大革正を成就し、松の世を顕現するためには、…』
- 『…金の茶釜と黄金の玉が埋けてあるぞよ。』（霊界物語　第65巻第12章)
- 『黄金の玉が光出したら、世界中が日の出の守護となりて、神の神力はいかほどにも出るぞよ。』(大本神諭)
- 『如意宝珠  黄金の玉もこの神書に  ひそみてありぬ探りて受けよ』(霊界物語　第65巻第12章)
- 『六十路をば越えし男子が現れてこの世の限り光り輝さむ』(1922年刊、王仁三郎(51))
- 「みろく様の霊はみな神島へ落ちておられて、未申の金神どの、素盞嗚尊と小松林の霊が、みろくの神の御霊…」（1916年）三柱の神がみろくの系統である。[10]

## 大本事件
詳細は「大本事件」を参照

### 第一次大本事件

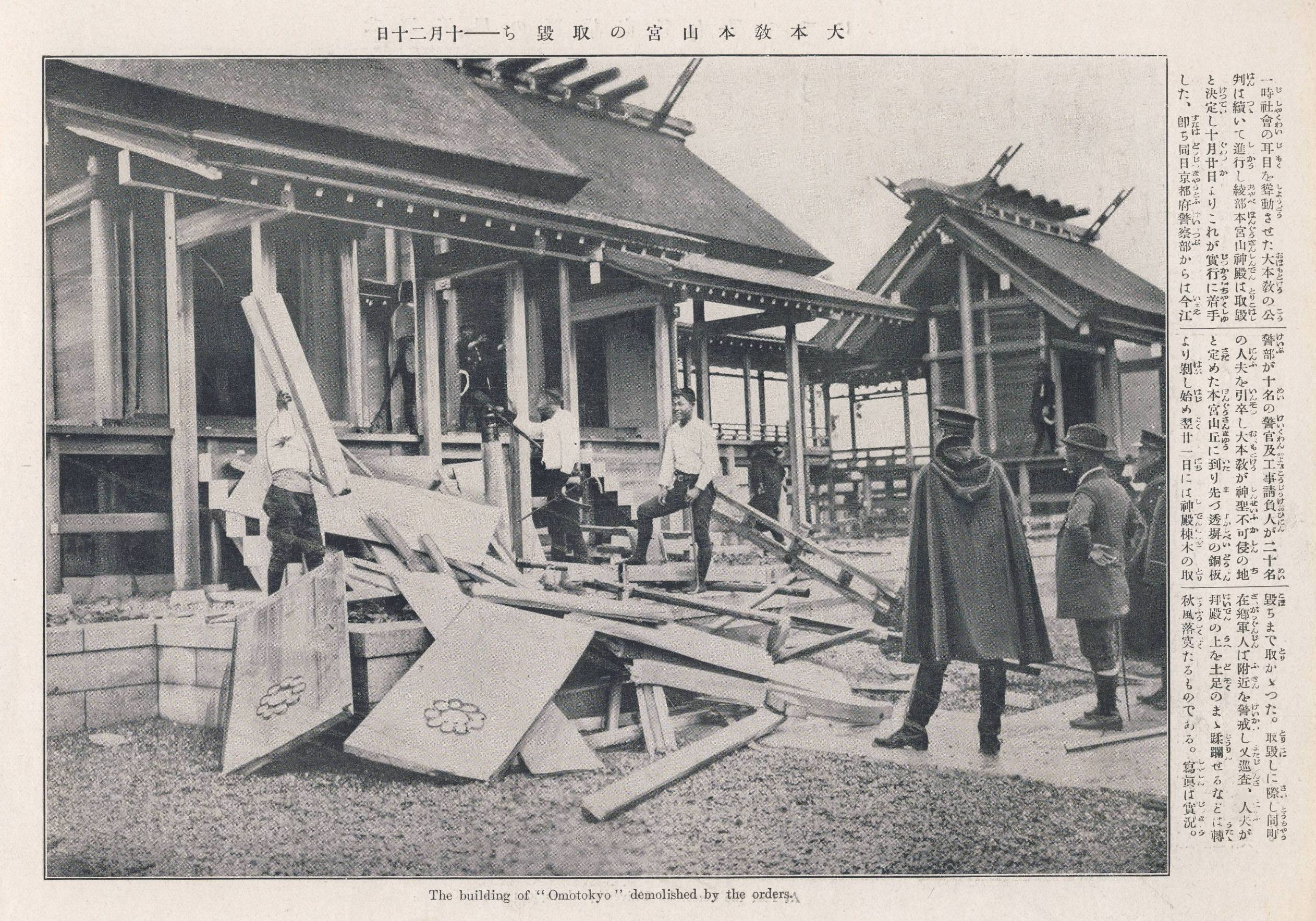
第一次大本事件「大本教本山宮の取毀ち 」1921年10月20日（綾部）『寫眞通信』大正十年十月號、大正通信社

1921年（大正10年）に起きた事件である。不敬罪と新聞紙法違反の容疑で王仁三郎が逮捕された。1927年（昭和2年）に恩赦（大正天皇大葬による）が行われ、裁判自体が消滅、事件は終結した。この間、一部の信者が教団を離脱した。生長の家を後に興した谷口雅春は当時大本の信者であったが、明治55年（1922年＝大正11年）に起こると予言された「立替え」が起こらなかったので不信が生じ事件に際して教団を去っている。

### 第二次大本事件
1935年（昭和10年）に起きた事件である。不敬罪、新聞紙法、治安維持法に問われた。教団本部の建物撤去が行われた。

### 第三次大本事件
宗教法人大本内では反教団事件と呼称される、四代教主の地位をめぐる紛争。および大本の教義解釈の衝突を発端とする別派の独立。
二代教主・澄の帰幽の頃（昭和27年、1952年）には既にその兆候があったとされており、1980年代に顕在化し始めた。
最終的に宗教法人大本、愛善苑、大本信徒連合会の3派に分裂している。（大本信徒連合会側は自身を宗教法人大本内の一派閥と主張しており、分離独立を否定しているが、組織としては完全に分離独立した状態にある）
王仁三郎の孫・和明らを中心とする一派は、当時の大本内において王仁三郎の神格や思想が蔑ろにされているとして、宗教観を共にする者たちと共に「いづとみづの会」を結成して、派閥闘争の末に訴訟へと発展した。後に大本を脱退して「愛善苑」へと改組。
王仁三郎の長女・直美らを中心とする一派は、出口直美は生まれながらにして四代教主となることが決まっていたとし、王仁三郎が生前に直美を開祖と同じ稚姫君命の御霊であると審神し四代の証を手渡していたことなどを根拠に「大本四代教主 出口直美様を守る会」を結成、派閥闘争の末に訴訟へと発展した。後に直美を派閥独自の教主として立て「大本信徒連合会」へと改組。

## 新宗教の源流
戦前、戦後に大本の流れを汲む新宗教が成立していった。生長の家の創始者である谷口雅春は、大本の専従活動家だった。世界救世教の創始者である岡田茂吉は、大本の幹部だった。世界真光文明教団の創始者である岡田光玉は、世界救世教の有力信徒だった。大本の教理の根幹である「すべての正しい宗教の源が一つである」という考えを基礎とする新宗教が多く生まれ、広く宗教宗派を取り入れた教えを説いている。
上記の他、大本教の元信者が始めた団体には、友清歓真の神道天行居、 岸一太の明道会（惟神会）、中野与之助の三五教、浅野和三郎の心霊科学研究会、小田秀人の菊花会、矢野祐太郎の神政龍神会などがある。